# Philodendron mexicanum
Philodendron mexicanum är en kallaväxtart som beskrevs av Adolf Engler. Philodendron mexicanum ingår i släktet Philodendron och familjen kallaväxter. Inga underarter finns listade.